# شیدالی (باشقیرستان)
شیدالی (انگلیسی: Shidali, Republic of Bashkortostan) یک شهرک در شهرستان ایلیشفسکی استان باشقیرستان کشور روسیه است.